# La Chapelle-Vicomtesse
La Chapelle-Vicomtesse is een gemeente in het Franse departement Loir-et-Cher (regio Centre-Val de Loire) en telt 165 inwoners (1999). De plaats maakt deel uit van het arrondissement Vendôme.

## Geografie
De oppervlakte van La Chapelle-Vicomtesse bedraagt 14,5 km², de bevolkingsdichtheid is 11,4 inwoners per km².
De onderstaande kaart toont de ligging van La Chapelle-Vicomtesse met de belangrijkste infrastructuur en aangrenzende gemeenten.

## Demografie
Onderstaande figuur toont het verloop van het inwonertal (bron: INSEE-tellingen).